# Daria Serenko
Daria Andreïevna Serenko, née le 23 janvier 1993 à Khabarovsk, est une personnalité publique russe, féministe intersectionnelle, performeuse, poétesse et artiste.

## Biographie
Daria Andreïevna Serenko nait à Khabarovsk le 23 janvier 1993. En 1997, sa famille déménage à Omsk. En 2010, Serenko sort diplômée du gymnase no 75 d'Omsk et déménage à Moscou.
Entre 2010 et 2015, elle étudie à l'Institut littéraire A. M. Gorky (séminaire de poésie de Ina Ivanovna Rostovtseva (ru)). Elle travaille ensuite au Centre des projets de bibliothèque du district administratif nord-est, dans la bibliothèque centrale de Nekrasov (ru), et a dirige la galerie Peresvetov Lane. Selon Serenko, elle est licenciée de son emploi à deux reprises pour activisme féministe.

### Piquet silencieux
Serenko débute dans la poésie à l'âge de 16 ans dans le magazine Jour et nuit (ru). Elle est sélectionnée pour le Prix Début (ru) (2013) et le Prix Arkady Dragomoshchenko (ru) (2014), et publiée dans les magazines Vozdouk (en) (2014) et Revue des nouvelles littéraires (ru) (2015).
En 2017, elle publie son premier recueil de poésie Silence dans la librairie, publié dans la série de livres « Generation » de la maison d'édition ARGO-RISK (ru). Selon le philosophe Alexandre Markov (ru) qui a répondu à ce livre dans le magazine Novy Mir, dans sa poésie Serenko parle de phénomènes familiers comme la façon dont le sel apparaît sur la peau, et comment au crépuscule il devient plus facile de respirer, mais les objets eux-mêmes deviennent les personnages, chez Serenko, ils gagnent en liberté et peuvent même ressentir cette liberté. Le poète Vlad Gagin classe Serenko, avec Galina Rymba et Oksana Vasïakina (ru), parmi les représentantes les plus expressives de la nouvelle vague de poésie féministe ; comme trait distinctif, il souligne la subtilité de la réflexion et l'ambiguïté des appréciations, à l'opposé des affiches, de propagande de Vasïakina. Le critique littéraire Lev Oborin (ru) note dans le premier livre de Serenko l’interaction intense entre l’expérience personnelle, y compris corporelle, et l’agenda social.
En 2021, elle publie le livre Filles et institution chez No Kidding Press. Le livre décrit « la machinerie russe de l’enfer administratif et la vie de nos filles qui y vivent ». Le livre est également publié en suédois sous le titre Flickor och institutioner, traduit par Lida Starodubtseva, publié par Ersatz en 2022,. En 2023, le livre est publié en japonais par Satoko Takayanagi (高柳 聡子) et en espagnol sous le titre Chicas e instituciones.
Après son arrestation en 2022, et son incarcération dans un centre de détention spécial, elle commence à travailler sur un nouveau livre de poésie en prose, « Je souhaite des cendres pour ma maison ». Ce texte est publié en allemand par Suhrkamp Verlag en 2023 sous le titre Mädchen und Institutionen. Le roman est également traduit en suédois. À l'été 2023, le roman est publié en russe par la maison d'édition de la librairie Babel de Tel-Aviv. Le roman Je souhaite des cendres pour ma maison est inclus dans la longue liste du prix spécial « PolitProsvet » du prix « Illuminateur ».

### Créativité littéraire
En 2016, Serenko organise l'action « Piquet silencieux ». À partir du 28 mars 2016 Serenko circule tous les jours dans le métro de Moscou avec des affiches contenant des déclarations politiques, et concernant les droits humaines et les revendications féministes. Parmi les déclarations figurent le texte « C'est ainsi que notre État coud le prochain cas du prochain prisonnier politique » cousu sur deux feuilles de papier, ou encore « Il me semble que V.V. Poutine n'existe pas », « La révolution est inévitable », ainsi que des réflexions sur les questions sociales et les poèmes de poètes russes.
Selon Serenko, le but de « Silent Picket » était « d'établir une connexion avec les lecteurs, les passagers assis à côté ou en face » : chaque jour, elle parlait avec une douzaine d'étrangers, discutait de divers problèmes », a donné plusieurs centres de crise., avocats ou psychologues ».
Le photographe Sergei Maximishin (ru) photographie Serenko dans le métro pendant sa performance, attirant l'attention du public sur ses actions. D'autres personnes de différentes villes rejoignent la performance, voyageant également avec des affiches et publiant des conptes rendus. La phase active de la campagne dure jusqu'en 2017. En août 2020, Serenko publie le livre #piquet silencieux (ru), composé de comptes rendus de ses actions. Dans la préface, le culturologue Ilya Kukulin (ru) parle de l'essence de l'action, explique pourquoi il s'agit d'activisme artistique et quelle place il occupe dans l'histoire de l'actionnisme russe.
Selon le philosophe Alexandre Markov, l'essentiel des affiches de Serenko n'est pas constitué par les messages spécifiques, mais par les problèmes qui y sont exprimés : Serenko ne rapporte pas les manifestations individuelles des problèmes, mais exprime sa perplexité devant le fait que rien ne change, même si les problèmes sont évidents. Le critique estime qu'il est important que Serenko pose des questions générales, comme pourquoi les stéréotypes sont plus forts que le bon sens et pourquoi la punition n'a rien à voir avec le crime, et que ces questions générales sont importantes pour un public qui ne peut pas dire que cela ne le concerne pas.

### Communication d'urgence
Le 19 mai 2018, la galerie « Communication urgente », créée par Serenko et les commissaires d'expositions Alexandra Kiseleva et Olga Mashinets, avec qui elle avait déjà travaillé sur des projets de bibliothèque, ouvre au 184 Mira Avenue, une maison . Elle est ouverte en partie grâce aux fonds collectés grâce à un financement participatif. Le lieu abrite une bibliothèque, un espace de travail et une exposition permanente d'œuvres dédiées à la maison elle-même et au modernisme.

### Chaîne de solidarité
Le 14 février 2021, Serenko co-organise l'action des femmes « Chaîne de solidarité et d'amour », qui se déroule à Moscou et à Saint-Pétersbourg en solidarité avec Ioulia Navalnaya et d'autres femmes arrêtées lors des manifestations de janvier. Elle ne participe pas directement à l'action, mais crée la page Facebook de la chaîne de.
La veille, les données personnelles de Serenko et de certains participantes à l'action de l'organisation « SotsFem Alternative » sont publiées dans le groupe Telegram Men's State (ru) par le blogueur misogyne Vladislav Pozdnyakov avec des appels à venir sur le lieu de l'action et à « crier », ebattre les militants, déchirer les affiches, filmer en gros plan et insulter en vidéo.
Les femmes reçoivent en continu des messages de menaces et d'insultes : Serenko affirme qu'à à la fin de l'action, elle avait reçu environ 600 messages du type « Crève femlo. Quand le retardataire arrivera au pouvoir, nous vous attaquerons et vous détruirons légalement » ou « Qu’est-ce que vous êtes comme pourriture ? La gueule du bœuf se chie toute seule". Selon Serenko, elle se trouve alors sous surveillance et la maison de ses proches, dont Pozdnyakov avait divulgué l'adresse, l'est également.
En réponse, le hashtag #DurovAnswer est lancé sur Twitter avec une question adressée au fondateur de Telegram, Pavel Durov, sur la raison pour laquelle le messager bloque les chaînes qui publient des données personnelles des forces de sécurité, mais ne bloque pas les chaînes qui publient des données personnelles de femmes, ce qui conduit à leur harcèlement.
Le 13 mars 2020, Daria Serenko, Nika Wodwood (ru) et Alena Popova (ru) devaient prendre la parole à la 64e session de la Commission de la condition de la femme des Nations Unies à New York à l'invitation de l'équipe Visible-Invisible et parler des campagnes de lutte contre le genre. inégalités en Russie, mais le voyage a été reporté en raison de la pandémie de Covid-19.

### Femdacha
En novembre 2020, Daria Serenko, avec Sofia Sno, Daria Zhirnova et Roxana Kiseleva, ouvrent « Femdacha » - un lieu de repos pour les LGBT+ et les fémactivistes, où elles peuvent se remettre de leurs activités. L’idée est née des voyages périodiques de Serenko et Sno dans la lointaine région de Moscou pour faire une pause dans leur militantisme,.
« Femdacha » est inaugurée grâce aux subventions de diverses fondations, une partie du montant est donnée par la blogueuse Instagram Sasha Mitroshina et l'activiste trans Jerry. Avec cet argent, une maison dans la région de Moscou est louée ; son emplacement n'est pas divulgué,. Les militants reçoivent l'adresse « Femdacha » via un « chat secret » sur Telegram. Jusqu'à cinq personnes peuvent vivre en même temps à Femdacha, pour une durée allant d'une semaine à un mois. À l'exception du premier jour, où « il est demandé aux invités arrivant d'énumérer leurs principales craintes et frustrations liées à leur militantisme », la discussion sur leur travail n'est pas encouragée.

### Activité politique
Au printemps 2021, Daria Serenko devient cheffe du siège électoral Alexei Minyailo (ru), candidat aux élections à la Douma d'État. Elle participe à la sortie du film documentaire « Horizontal : une guerrière à la Douma Warrior », dans lequel des politiciennes et des politologues expliquent l'importance de la participation de candidates indépendantes aux élections. Lorsqu'au début du mois de juillet Minyailo ne se pas présenté aux élections en raison du refus du parti Yabloko de l'inclure dans ses listes, Daria Serenko commence à travailler au siège d'Alena Popova, candidate pour l'élection des députés à la Douma d'État dans une circonscription électorale voisine. Après trois semaines de travail, Daria démissionne, accusant par la suite Alena Popova de non-respect des termes du contrat et de non-paiement des salaires,.
Le 8 février 2022, Daria Serenko est arrêtée par des agents de la police judiciaire, et envoyée au poste de police du district de Tverskoy. Elle est gardée toute la nuit au commissariat jusqu'au début du procès. Serenko est arrêtée à cause de la démonstration des symboles « vote intelligent », que la police a retrouvés dans ses publications sur Instagram. En septembre 2021, elle publie un article dans lequel elle explique pourquoi il ne faut pas voter pour Tatiana Butskaya (ru), candidate de Russie unie. Les symboles du « Vote intelligent » ne sont pas reconnus comme extrémistes, et les précédentes arrestations de divers militants russes pour leur publication se sont soldées par un classement sans suite en raison de l'absence de corps du délit, ainsi que par des amendes et des arrestations pouvant aller jusqu'à 10 jours. Le 9 février, le tribunal Tverskoï de Moscou ordonne l'arrestation de Serenko et elle est détenue 15 jours.
En 2022, après le début de l’invasion russe de l’Ukraine, la campagne du « Piquet silencieux » de Serenko est relancée par les projets « Résistance féministe anti-guerre » et « Huitième groupe d’initiative », dont les militants parcourent leurs villes en arborant des slogans anti-guerre. ou portant des petites affiches. Serenko elle-même a quitté la Russie et devient la coordinatrice du projet « Résistance féministe anti-guerre ». Le 27 janvier 2023, le ministère de la Justice de la fédération de Russie l'a inscrite sur le Registre des « agents étrangers » (ru).